# Jornal da República
O Jornal da República foi um periódico brasileiro publicado na cidade de São Paulo, entre 27 de agosto de 1979 a janeiro de 1980, sob a direção do jornalista Mino Carta.
O jornal foi criado no final da década de 1970 por Mino Carta e Cláudio Abramo, dentro do contexto histórico-politico da abertura política que acontecia no país, processo este de liberalização do Regime Militar que governou o Brasil entre 1964 e 1985. Com seu jornalismo independente, no contexto da conjuntura brasileira da época, o Jornal da República não causou profundas transformações na história da imprensa brasileira.
Além de Carta e Abramo, o jornal contava ainda com profissionais como: Armando Salem, Ricardo Kotscho, Osmar Freitas Jr., Domingo Alzugaray, Wilson Hilário Borges e Raymundo Faoro.
Dentre as causas apontadas que determinaram o fechamento do jornal está a da impossibilidade de realização de um jornalismo independente no capitalismo monopolista brasileiro.